# Selinum turcomanicum
Selinum turcomanicum är en flockblommig växtart som först beskrevs av Jevgenij Korovin, och fick sitt nu gällande namn av Minosuke Hiroe. Selinum turcomanicum ingår i släktet krusfrön, och familjen flockblommiga växter. Inga underarter finns listade i Catalogue of Life.